# Sarotherodon nigripinnis
Sarotherodon nigripinnis är en fiskart som först beskrevs av Guichenot, 1861.  Sarotherodon nigripinnis ingår i släktet Sarotherodon och familjen Cichlidae.

## Underarter
Arten delas in i följande underarter:
- S. n. nigripinnis
- S. n. dolloi